# Романенко Антон Юрійович
Антон Юрійович Романенко нар. 28 червня 1982, Алушта) — український футболіст та футзаліст, що грав на позиції півзахисника. Відомий за виступами у складі сімферопольської «Таврії» у вищій українській лізі.

## Кар'єра футболіста
Антон Романенко народився в Алушті, а розпочав займатися футболом у сімферопольському УОР. У професійному футболі дебютував у команді вищої української ліги «Таврія» з Сімферополя, вийшовши на заміну в грі проти кіровоградської «Зірки». цей матч виявився єдиним для гравця у професійному футболі. Натомість Романенко наступного сезону виступав у футзальному клубі першої ліги «Алустон» з Алушти, зігравши в його складі 16 матчів, та відзначившись 7 забитими м'ячами. Удруге в цій команді футболіст грав у сезоні 2002—2003 років, проте цього разу він зіграв у його складі лише 4 матчі. Після цього Антон Романенко продовжив виступи в аматорських клубах Ялти, Алушти та Сімферополя, де грав до кінця сезону 2018—2019 років.